# Bacidia coruscans
Bacidia coruscans är en lavart som beskrevs av S. Ekman. Bacidia coruscans ingår i släktet Bacidia och familjen Ramalinaceae.   Inga underarter finns listade i Catalogue of Life.